# 東松浦郡
東松浦郡（日语：／ Higashimatsuura gun */?）是位于日本佐賀縣的一個郡，現在僅轄有1町：
- 玄海町

過去的轄區曾包函現在的唐津市全部地區。

## 歷史
在令制國時期，屬於肥前國松浦郡的一部份。

### 年表
- 1876年：廢藩置縣後，經過多次整併，松浦郡成為長崎縣的一部份。
- 1878年：松浦郡被分割為東松浦郡、西松浦郡、北松浦郡、南松浦郡四郡。
- 1883年：隨著佐賀縣從長崎縣分出，東松浦郡改隸屬佐賀縣。
- 1889年4月1日：實施町村制，東松浦郡下轄：入野村、打上村、相知村、大村、鬼塚村、鏡村、唐津町、唐津村、北波多村、嚴木村、久里村、佐志村、名古屋村、七山村、濱崎村、滿島村、湊村、呼子村、切木村、値賀村和有浦村。（1町20村）
- 1896年7月28日：大村改名為玉島村。
- 1922年1月1日：名古屋村改名為名護屋村。
- 1922年7月1日：濱崎村改制為濱崎町。（2町19村）
- 1924年1月1日 - 滿島村被併入唐津町。（2町18村）
- 1928年8月1日：呼子村改制為呼子町。（3町17村）
- 1931年2月1日 - 唐津村被併入唐津町。（3町16村）
- 1932年1月1日： 唐津町改制為唐津市，並脫離東松浦郡。（2町16村）
- 1935年9月1日：（4町14村）
  - 相知村改制為相知町。
  - 佐志村改制為佐志町。
- 1941年11月3日：佐志町被併入唐津市，並脫離東松浦郡。（3町14村）
- 1952年5月3日：嚴木村改制為嚴木町。（4町13村）
- 1954年11月1日：鏡村、久里村、鬼塚村、湊村被併入唐津市，並脫離東松浦郡。（4町9村）
- 1955年：北波多村的部分地區被併入唐津市。
- 1956年9月30日：（6町4村）
  - 濱崎町和玉島村合併為濱崎玉島町。
  - 名護屋村和打上村合併為鎮西町。
  - 値賀村和有浦村合併為玄海町。[1]
- 1958年1月1日：切木村被廢除，原轄區的大良地區被併入唐津市，座川內、湯野尾、藤平、田代地區被併入玄海町，其餘地區併入入野村，同時入野村改制並改名為肥前町。（7町2村）
- 1966年11月1日：浜崎玉島町改名為濱玉町。
- 2005年1月1日：濱玉町、嚴木町、相知町、北波多村、肥前町、鎮西町、呼子町與唐津市合併為新設置的唐津市，並脫離東松浦郡。[2]（1町1村）
- 2006年1月1日：七山村被併入唐津市，並脫離東松浦郡。（2町）

### 變遷表
| 1889年以前                | 1889年4月1日 | 1889年 - 1944年             | 1889年 - 1944年             | 1945年 - 1959年                 | 1960年 - 1989年            | 1989年 - 現在           | 現在                 |
| ------------------------- | ------------ | --------------------------- | --------------------------- | ------------------------------- | -------------------------- | ----------------------- | -------------------- |
|                           | 七山村       | 七山村                      | 七山村                      | 七山村                          | 七山村                     | 2006年1月1日 併入唐津市 | 唐津市               |
|                           | 唐津町       | 唐津町                      | 1932年1月1日 唐津市         | 唐津市                          | 唐津市                     | 2005年1月1日 唐津市     | 唐津市               |
|                           | 滿島村       | 1924年1月1日 併入唐津町     | 1932年1月1日 唐津市         | 唐津市                          | 唐津市                     | 2005年1月1日 唐津市     | 唐津市               |
|                           | 唐津村       | 1931年2月1日 併入唐津町     | 1932年1月1日 唐津市         | 唐津市                          | 唐津市                     | 2005年1月1日 唐津市     | 唐津市               |
|                           | 佐志村       | 1935年9月1日 改制為佐志町   | 1941年11月3日 併入唐津市    | 唐津市                          | 唐津市                     | 2005年1月1日 唐津市     | 唐津市               |
|                           | 鬼塚村       | 鬼塚村                      | 鬼塚村                      | 1954年11月1日 併入唐津市        | 唐津市                     | 2005年1月1日 唐津市     | 唐津市               |
|                           | 湊村         |                             |                             | 1954年11月1日 併入唐津市        | 唐津市                     | 2005年1月1日 唐津市     | 唐津市               |
|                           | 鏡村         |                             |                             | 1954年11月1日 併入唐津市        | 唐津市                     | 2005年1月1日 唐津市     | 唐津市               |
|                           | 久里村       |                             |                             | 1954年11月1日 併入唐津市        | 唐津市                     | 2005年1月1日 唐津市     | 唐津市               |
|                           | 相知村       | 相知村                      | 1935年9月1日 相知町         | 1935年9月1日 相知町             | 1935年9月1日 相知町        | 2005年1月1日 唐津市     | 唐津市               |
|                           | 嚴木村       | 嚴木村                      | 嚴木村                      | 1952年5月3日 嚴木町             | 1952年5月3日 嚴木町        | 2005年1月1日 唐津市     | 唐津市               |
|                           | 名古屋村     | 1922年1月1日 改名為名護屋村 | 1922年1月1日 改名為名護屋村 | 1956年9月30日 鎮西町            | 1956年9月30日 鎮西町       | 2005年1月1日 唐津市     | 唐津市               |
|                           | 打上村       |                             |                             | 1956年9月30日 鎮西町            | 1956年9月30日 鎮西町       | 2005年1月1日 唐津市     | 唐津市               |
|                           | 濱崎村       | 1922年7月1日 改制為濱崎町   | 1922年7月1日 改制為濱崎町   | 1956年9月30日 濱崎玉島町        | 1966年11月1日 改名為濱玉町 | 2005年1月1日 唐津市     | 唐津市               |
|                           | 大村         | 1896年7月28日 改名為玉島村  | 1896年7月28日 改名為玉島村  | 1956年9月30日 濱崎玉島町        | 1966年11月1日 改名為濱玉町 | 2005年1月1日 唐津市     | 唐津市               |
|                           | 呼子村       | 1928年8月1日 呼子町         | 1928年8月1日 呼子町         | 1928年8月1日 呼子町             | 1928年8月1日 呼子町        | 2005年1月1日 唐津市     | 唐津市               |
|                           | 北波多村     |                             |                             |                                 |                            | 2005年1月1日 唐津市     | 唐津市               |
|                           | 入野村       | 入野村                      | 入野村                      | 1958年1月1日 改制並改名為肥前町 | 肥前町                     | 2005年1月1日 唐津市     | 唐津市               |
|                           | 切木村       | 切木村                      | 切木村                      | 1957年12月31日 併入入野村       | 肥前町                     | 2005年1月1日 唐津市     | 唐津市               |
| 1957年12月31日 併入唐津市 | 切木村       | 切木村                      | 切木村                      |                                 |                            | 2005年1月1日 唐津市     | 唐津市               |
| 1957年12月31日 併入玄海町 | 切木村       | 切木村                      | 切木村                      | 玄海町                          | 玄海町                     | 玄海町                  |                      |
|                           | 有浦村       | 有浦村                      | 有浦村                      | 玄海町                          | 玄海町                     | 玄海町                  | 1956年9月30日 玄海町 |
|                           | 値賀村       |                             |                             | 玄海町                          | 玄海町                     | 玄海町                  | 1956年9月30日 玄海町 |